# Lliga de Campions de la CONCACAF 2008-09
La Champions League de la CONCACAF 2008-09 és la primera edició de la competició. Es disputà entre l'agost del 2008 i l'abril del 2009. El guanyador representara a la CONCACAF en el Campionat del Món de Clubs de futbol 2009.

## Ronda Prèvia
27/28/29/30 d'agost i 2/3/4 de setembre de 2008.
| Partit | Equip 1                | Resultat global | Equip 2           | Resultat anada | Resultat tornada |
| ------ | ---------------------- | --------------- | ----------------- | -------------- | ---------------- |
| 1      | San Francisco FC       | 5:1             | Deportivo Jalapa  | 0:1            | 5:0              |
| 2      | New England Revolution | 1:6             | Joe Public FC     | 1:2            | 0:4              |
| 3      | Islanders              | 3:2             | LD Alajuelense    | 1:1            | 2:1              |
| 4      | Hankook Verdes         | 0:12            | Cruz Azul         | 0:6            | 0:6              |
| 5      | Pumas UNAM             | 3:0             | Harbour View FC   | ---            | 3:0              |
| 6      | Chivas USA             | 1:3             | Tauro FC          | 0:2            | 1:1              |
| 7      | Real Estelí            | 0:1             | Montreal Impact   | 0:1            | 0:0              |
| 8      | CD Marathón            | 4:3             | AD Isidro Metapán | 2:2            | 2:1              |

## Fase de grups

### Grup A
| Equip              | Pts | PJ | PG | PE | PP | GF | GC | DG |
| ------------------ | --- | -- | -- | -- | -- | -- | -- | -- |
| CD Marathón        | 13  | 6  | 4  | 1  | 1  | 12 | 5  | +7 |
| Cruz Azul          | 10  | 6  | 3  | 1  | 2  | 8  | 4  | +4 |
| Deportivo Saprissa | 10  | 6  | 3  | 1  | 2  | 7  | 9  | -2 |
| DC United          | 1   | 6  | 0  | 1  | 5  | 4  | 13 | -9 |

| Jornada Data     | Equip 1            | Resultat global | Equip 2            |
| ---------------- | ------------------ | --------------- | ------------------ |
| 1 16 de setembre | DC United          | 0:2             | Deportivo Saprissa |
| 1 16 de setembre | CD Marathón        | 2:0             | Cruz Azul          |
| 2 23 de setembre | Cruz Azul          | 4:0             | Deportivo Saprissa |
| 2 23 de setembre | CD Marathón        | 2:0             | DC United          |
| 3 30 de setembre | Deportivo Saprissa | 2:1             | CD Marathón        |
| 3 30 de setembre | DC United          | 0:1             | Cruz Azul          |
| 4 7 d'octubre    | Cruz Azul          | 1:1             | CD Marathón        |
| 4 7 d'octubre    | Deportivo Saprissa | 2:2             | DC United          |
| 5 21 d'octubre   | Cruz Azul          | 2:0             | DC United          |
| 5 21 d'octubre   | CD Marathón        | 2:0             | Deportivo Saprissa |
| 6 28 d'octubre   | DC United          | 2:4             | CD Marathón        |
| 6 28 d'octubre   | Deportivo Saprissa | 1:0             | Cruz Azul          |

### Grup B
| Equip            | Pts | PJ | PG | PE | PP | GF | GC | DG  |
| ---------------- | --- | -- | -- | -- | -- | -- | -- | --- |
| Pumas UNAM       | 12  | 6  | 3  | 3  | 0  | 18 | 7  | +11 |
| Houston Dynamo   | 9   | 6  | 2  | 3  | 1  | 9  | 9  | +0  |
| Luis Angel Firpo | 8   | 6  | 2  | 2  | 2  | 6  | 8  | -2  |
| San Francisco FC | 2   | 6  | 0  | 2  | 4  | 4  | 13 | -9  |

| Jornada Data     | Equip 1          | Resultat global | Equip 2          |
| ---------------- | ---------------- | --------------- | ---------------- |
| 1 16 de setembre | San Francisco FC | 1:1             | Pumas UNAM       |
| 1 16 de setembre | Houston Dynamo   | 1:0             | Luis Angel Firpo |
| 2 23 de setembre | San Francisco FC | 0:0             | Houston Dynamo   |
| 2 23 de setembre | Pumas UNAM       | 3:0             | Luis Angel Firpo |
| 3 30 de setembre | Pumas UNAM       | 4:4             | Houston Dynamo   |
| 3 30 de setembre | Luis Angel Firpo | 1:0             | San Francisco FC |
| 4 7 d'octubre    | Houston Dynamo   | 2:1             | San Francisco FC |
| 4 7 d'octubre    | Luis Angel Firpo | 1:1             | Pumas UNAM       |
| 5 21 d'octubre   | San Francisco FC | 2:3             | Luis Angel Firpo |
| 5 21 d'octubre   | Houston Dynamo   | 1:3             | Pumas UNAM       |
| 6 28 d'octubre   | Luis Angel Firpo | 1:1             | Houston Dynamo   |
| 6 28 d'octubre   | Pumas UNAM       | 6:0             | San Francisco FC |

### Grup C
| Equip           | Pts | PJ | PG | PE | PP | GF | GC | DG  |
| --------------- | --- | -- | -- | -- | -- | -- | -- | --- |
| Montreal Impact | 11  | 6  | 3  | 2  | 1  | 10 | 5  | +5  |
| CF Atlante      | 11  | 6  | 3  | 2  | 1  | 6  | 3  | +3  |
| CD Olimpia      | 8   | 6  | 2  | 2  | 2  | 10 | 6  | +4  |
| Joe Public FC   | 3   | 6  | 1  | 0  | 5  | 3  | 15 | -12 |

| Jornada Data     | Equip 1         | Resultat global | Equip 2         |
| ---------------- | --------------- | --------------- | --------------- |
| 1 16 de setembre | Montreal Impact | 2:0             | Joe Public FC   |
| 1 16 de setembre | CF Atlante      | 1:0             | CD Olimpia      |
| 2 23 de setembre | Joe Public FC   | 1:3             | CD Olimpia      |
| 2 23 de setembre | Montreal Impact | 0:0             | CF Atlante      |
| 3 30 de setembre | CD Olimpia      | 1:2             | Montreal Impact |
| 3 30 de setembre | CF Atlante      | 0:1             | Joe Public FC   |
| 4 7 d'octubre    | Joe Public FC   | 1: 4            | Montreal Impact |
| 4 7 d'octubre    | CD Olimpia      | 1:1             | CF Atlante      |
| 5 21 d'octubre   | Montreal Impact | 1:1             | CD Olimpia      |
| 5 21 d'octubre   | Joe Public FC   | 0:2             | CF Atlante      |
| 6 28 d'octubre   | CD Olimpia      | 4:0             | Joe Public FC   |
| 6 28 d'octubre   | CF Atlante      | 2:1             | Montreal Impact |

### Grup D
| Equip         | Pts | PJ | PG | PE | PP | GF | GC | DG |
| ------------- | --- | -- | -- | -- | -- | -- | -- | -- |
| Santos Laguna | 10  | 6  | 3  | 1  | 2  | 14 | 11 | +3 |
| Islanders     | 8   | 6  | 2  | 2  | 2  | 9  | 10 | -1 |
| Tauro FC      | 8   | 6  | 2  | 2  | 2  | 9  | 10 | -1 |
| CSD Municipal | 6   | 6  | 1  | 3  | 2  | 12 | 13 | -1 |

| Jornada Data     | Equip 1       | Resultat global | Equip 2       |
| ---------------- | ------------- | --------------- | ------------- |
| 1 16 de setembre | Islanders     | 2:1             | Tauro FC      |
| 1 16 de setembre | Santos Laguna | 3:2             | CSD Municipal |
| 2 23 de setembre | Islanders     | 3:1             | Santos Laguna |
| 2 23 de setembre | Tauro FC      | 2:1             | CSD Municipal |
| 3 30 de setembre | CSD Municipal | 2:2             | Islanders     |
| 3 30 de setembre | Tauro FC      | 2:0             | Santos Laguna |
| 4 7 d'octubre    | Santos Laguna | 3:0             | Islanders     |
| 4 7 d'octubre    | CSD Municipal | 2:2             | Tauro FC      |
| 5 21 d'octubre   | Santos Laguna | 3:0             | Tauro FC      |
| 5 21 d'octubre   | Islanders     | 0:1             | CSD Municipal |
| 6 28 d'octubre   | Tauro FC      | 2:2             | Islanders     |
| 6 28 d'octubre   | CSD Municipal | 4:4             | Santos Laguna |

## Quarts de final
| 26 de febrer de 2009 |           |             |                                      |
| Islanders            | 2-1 (0-1) | CD Marathón | Estadi Juan Ramón Loubriel (Bayamón) |
|                      |           |             | Estadi Juan Ramón Loubriel (Bayamón) |

| 4 de març de 2009 |           |           |                                             |
| CD Marathón       | 0-1 (0-0) | Islanders | Estadi Olímpic Metropolità (San Pedro Sula) |
|                   |           |           | Estadi Olímpic Metropolità (San Pedro Sula) |

| 25 de febrer de 2009 |           |            |                               |
| Cruz Azul            | 1-0 (1-0) | Pumas UNAM | Estadi Azul (Ciutat de Mèxic) |
|                      |           |            | Estadi Azul (Ciutat de Mèxic) |

| 4 de març de 2009 |           |           |                                               |
| Pumas UNAM        | 0-1 (0-0) | Cruz Azul | Estadi Olímpic Universitari (Ciutat de Mèxic) |
|                   |           |           | Estadi Olímpic Universitari (Ciutat de Mèxic) |

| 25 de febrer de 2009 |           |               |                          |
| Montreal Impact      | 2-0 (1-0) | Santos Laguna | Estadi Saputo (Montreal) |
|                      |           |               | Estadi Saputo (Montreal) |

| 5 de març de 2009 |           |                 |                         |
| Santos Laguna     | 5-2 (1-2) | Montreal Impact | Estadi Corona (Torreón) |
|                   |           |                 | Estadi Corona (Torreón) |

| 24 de febrer de 2009 |           |            |                            |
| Houston Dynamo       | 1-1 (1-0) | CF Atlante | Estadi Robertson (Houston) |
|                      |           |            | Estadi Robertson (Houston) |

| 3 de març de 2009 |           |                |                              |
| CF Atlante        | 3-0 (2-0) | Houston Dynamo | Estadi Quintana Roo (Cancun) |
|                   |           |                | Estadi Quintana Roo (Cancun) |

## Semifinals
| 17 de març de 2009 |           |           |                                      |
| Islanders          | 2-0 (2-0) | Cruz Azul | Estadi Juan Ramón Loubriel (Bayamón) |
|                    |           |           | Estadi Juan Ramón Loubriel (Bayamón) |

| 7 d'abril de 2009 |                         |           |                               |
| Cruz Azul         | 3-1 (1-0) (penals: 4-2) | Islanders | Estadi Azul (Ciutat de Mèxic) |
|                   |                         |           | Estadi Azul (Ciutat de Mèxic) |

| 18 de març de 2009 |           |            |                         |
| Santos Laguna      | 2-1 (1-1) | CF Atlante | Estadi Corona (Torreón) |
|                    |           |            | Estadi Corona (Torreón) |

| 4 de març de 2009 |           |               |                              |
| CF Atlante        | 3-1 (1-0) | Santos Laguna | Estadi Quintana Roo (Cancun) |
|                   |           |               | Estadi Quintana Roo (Cancun) |

## Final
| 22 d'abril de 2009 |           |            |                               |
| Cruz Azul          | 0-2 (0-1) | CF Atlante | Estadi Azul (Ciutat de Mèxic) |
|                    |           |            | Estadi Azul (Ciutat de Mèxic) |

| 29 d'abril de 2009 |     |           |                              |
| CF Atlante         | 0-0 | Cruz Azul | Estadi Quintana Roo (Cancun) |
|                    |     |           | Estadi Quintana Roo (Cancun) |

## Quadre resum
|  | Quarts de final          | Quarts de final        |                         |       | Semifinals | Semifinals |  |  | Final | Final |
|  |                          |                        |                         |       |            |            |  |  |       |       |
|  | 26 de febrer - 4 de març |                        |                         |       |            |            |  |  |       |       |
|  |                          |                        |                         |       |            |            |  |  |       |       |
|  | Islanders                | 3                      |                         |       |            |            |  |  |       |       |
|  | Islanders                | 3                      | 17 de març - 7 d'abril  |       |            |            |  |  |       |       |
|  | CD Marathón              | 1                      |                         |       |            |            |  |  |       |       |
|  | CD Marathón              | 1                      | Islanders               | 3 (2) |            |            |  |  |       |       |
|  | 25 de febrer - 4 de març |                        | Islanders               | 3 (2) |            |            |  |  |       |       |
|  |                          | Cruz Azul              | 3 (4)                   |       |            |            |  |  |       |       |
|  | Cruz Azul                | Cruz Azul              | 3 (4)                   | 2     |            |            |  |  |       |       |
|  | Cruz Azul                |                        | 22 d'abril - 29 d'abril | 2     |            |            |  |  |       |       |
|  | Pumas UNAM               | 0                      |                         |       |            |            |  |  |       |       |
|  | Pumas UNAM               | 0                      | Cruz Azul               | 0     |            |            |  |  |       |       |
|  | 25 de febrer - 5 de març |                        | Cruz Azul               | 0     |            |            |  |  |       |       |
|  |                          | CF Atlante             | 2                       |       |            |            |  |  |       |       |
|  | Montreal Impact          | CF Atlante             | 2                       | 4     |            |            |  |  |       |       |
|  | Montreal Impact          | 18 de març - 8 d'abril |                         | 4     |            |            |  |  |       |       |
|  | Santos Laguna            | 5                      |                         |       |            |            |  |  |       |       |
|  | Santos Laguna            | 5                      | Santos Laguna           | 3     |            |            |  |  |       |       |
|  | 24 de febrer - 3 de març |                        | Santos Laguna           | 3     |            |            |  |  |       |       |
|  |                          | CF Atlante             | 4                       |       |            |            |  |  |       |       |
|  | Houston Dynamo           | CF Atlante             | 4                       | 1     |            |            |  |  |       |       |
|  | Houston Dynamo           |                        |                         | 1     |            |            |  |  |       |       |
|  | CF Atlante               | 4                      |                         |       |            |            |  |  |       |       |
|  | CF Atlante               | 4                      |                         |       |            |            |  |  |       |       |